# Hermann Biow
Hermann Biow (Breslavia, 1804 – Dresda, 1850) è stato un fotografo tedesco.

## Biografia
Non vi è certezza assoluta sulla sua data di nascita anche se molte fonti riportano il 1804. Era figlio del pittore Raphael (1771-1836) ed ebbe una sorella, Jenny Bossard-Biow. Nacque a Breslavia, all'epoca tedesca, e si suppone che abbia vissuto in quella città la prima parte della sua vita, avendo assistito il padre nella progettazione degli interni del Breslau Actors' Guild Theater e Opera House, datati 1929, andati perduti. Si suppone pertanto che fino a tale data Hermann abbia vissuto a Breslavia. Svolse anche attività di pittore, scrittore e litografo.
Si ritiene che sia uno dei primi a sperimentare il dagherrotipo in Germania, assieme a Carl Ferdinand Stelzner con cui aprì il primo studio tedesco di fotografia nel 1841 ad Altona, nei pressi di Amburgo. Biow si rese conto che uno degli ostacoli del processo fotografico con il dagherrotipo erano i tempi di posa molto lunghi e che ciò potesse rendere impossibile fotografare eventi pubblici mentre stavano accadendo. Ciò nonostante fotografò i danni provocati dal grande incendio che distrusse gran parte di Amburgo nel 1842 con una serie di dagherrotipi che sono stati accreditati come il primo reportage della storia della fotografia.
Nello studio con Stelzner, Biow iniziò a studiare la ritrattistica che col passare del tempo divenne sempre più interessante con la riduzione dei tempi di posa tanto che riscosse una certa fama e si fece una buona reputazione come fotografo ritrattista. Ciò gli consentì di girare la Germania a partire dal 1844, lasciando lo studio di Amburgo alla gestione della sorella, dopo averle insegnato a fotografare, e di aprire studi a Berlino e a Francoforte, fotografando scienziati, politici e artisti e perfino il re prussiano Federico Guglielmo IV che gli mise a disposizione uno studio attrezzato nel palazzo reale e un accesso riservato ai reali e al loro seguito. Biow fotografò anche le sedute del Parlamento tedesco al Paulskirche di Francoforte. Dal suo obiettivo passarono personaggi come i Fratelli Grimm e il naturalista Alexander von Humboldt.
Nel 1849 aprì uno studio a Dresda ma l'anno successivo morì a causa dei vapori di mercurio che si usavano all'epoca del dagherrotipo per sviluppare le lastre prima di fissarle con il tiosolfato di sodio.
Nei primi anni 2000, le opere di Hermann Biow sono state molto ricercate da ricchi collezionisti disposti a pagare fino a 20.000 euro per i suoi dagherrotipi.